# Ото Мајер
непознато
Ото Мајер (23. децембар 1887 — 29. мај 1957) био је немачки веслач, учесник Летњих олимпијскимих игара 1912.. Био је члан немачког веслачког Франкфурт 1865 из Франкфурта.
На Олимпијским играма 1912. такмичио се у као кормилар немачке екипе у дисцилини четверац са кормиларом и освојио златну медаљу.
У посади су поред њега била браћа Рудолф и Ото Фикајзен, Алберт Арнхајтер и Херман Вилкер.
Немачки тим је променио кормилара након првог круга. Није познато да ли је Ото Мајер учествовао у првом кругу и Карл Лајстер је остатак турнира или Лајстер у првом кругу а Мајер остало. Међутим, МОК медаљу приписује само Лајтеру. Међутим на олимпијским сајтовима постији само профил Ота Мајера, а немају ништа о Карлу Лајтеру нити га имају у саставу немачког четверца са кормиларом